# Motu One
Motu One (tidligere Bellinghausen) er en ø i øgruppen Selskabsøerne i Fransk Polynesien i Stillehavet. Øen ligger ca. 380 km nordvest for hovedøen Tahiti. Motu One-atollen har et areal på ca. 3 km² og er ubeboet. Hovedøen er omkranset af et koralrev med 5 motus (småøer) og en lagune. Øen blev opdaget i 1824 af søfareren Otto von Kotzebue, som navngav den Bellinghausen for at hædre den russiske søfarer Fabian von Bellingshausen. Så vidt det vides, har Motu One altid været ubeboet.
15°48′S 154°32′V / 15.8°S 154.53°V